# Leviatã Desperta
Leviatã Desperta (Leviathan Wakes) é um romance de ficção científica de James S. A. Corey, pseudônimo de Daniel Abraham e Ty Franck . É o primeiro livro da série Expanse, seguido por A Guerra de Caliban (2012), Os Portões de Abadom (2013) e outros seis romances. Leviatã Desperta (Leviathan Wakes) foi indicado para o Hugo Award 2012 de Melhor Romance e o Locus Award 2012 para Melhor Romance de Ficção Científica . O romance foi adaptado para a televisão em 2015 como a primeira temporada e meia de The Expanse por Syfy .  Cinco contos que acontecem antes, durante ou depois de Leviathan Wakes foram publicados entre 2011 e 2019.
Leviatã Desperta foi publicado no Brasil pela Editora Aleph no ano de 2017, sendo até o ano de 2022 o único volume da série A Expansão que foi publicado no pais. O Livro conseguiu uma boa base de fãs, que pedem pela continuação da publicação da série.

## Inspiração Para o Título

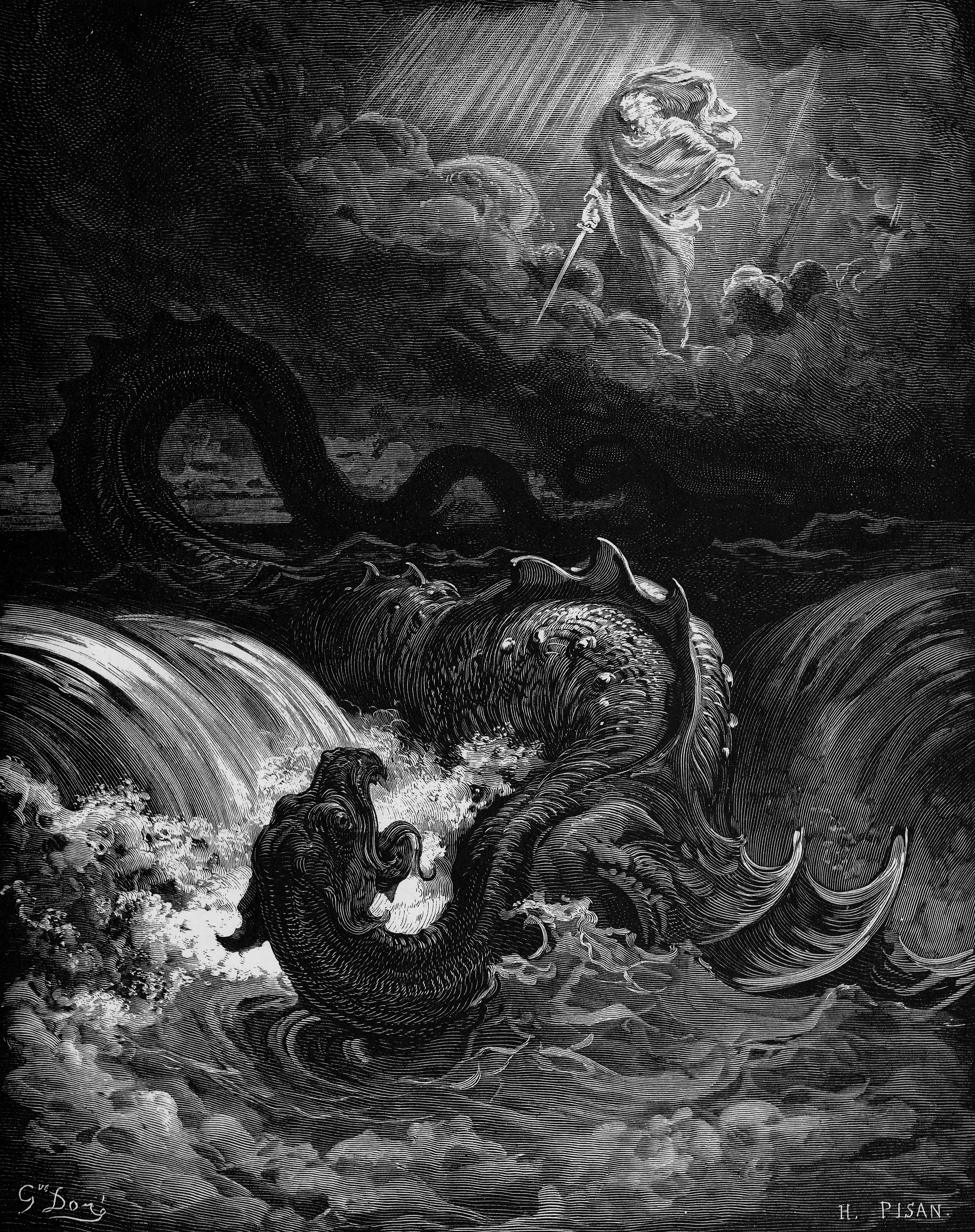
A Destruição de Leviatã - gravura de Gustave Doré (1865)

O título refere-se ao despertar da protomolécula e é uma alusão bíblica ao Leviatã, um grande monstro marinho referenciado no Tanakh, ou Antigo Testamento.
Leviatã (לִוְיָתָן) é um peixe feroz, uma criatura que, em alguns casos, pode ter interpretação mitológica, ou simbólica, a depender do contexto em que a palavra é usada. Geralmente é descrito como tendo grandes proporções. É bastante comum no imaginário dos navegantes europeus da Idade Média e nos tempos bíblicos.
Leviatã também diz respeito a obra do cientista político e jusnaturalista Thomas Hobbes. Em sua obra Hobbes afirmava que a "guerra de todos contra todos" (Bellum omnium contra omnes) que caracteriza o então "estado de natureza" só poderia ser superada por um governo central e autoritário. O governo central seria uma espécie de monstro - o Leviatã - que concentraria todo o poder em torno de si, e ordenando todas as decisões da sociedade.

## Contexto
APELeviatã Desperta (Leviathan Wakes) se passa em um futuro em que a humanidade colonizou grande parte do Sistema Solar . A Terra, governada pelas Nações Unidas, e a República Congressita Marciana atuam como superpotências concorrentes, mantendo uma incômoda aliança militar para exercer dupla hegemonia sobre os povos do cinturão de asteróides, conhecidos como "Cinturianos" (Belters).
Os Cinturianos (belters), cujos corpos tendem a ser finos e alongados devido ao seu ambiente de baixa gravidade, realizam os trabalhos manuais. O trabalho cinturino fornece ao sistema solar os recursos naturais essenciais, mas eles são amplamente marginalizados pelo resto do sistema.
A Aliança de Planetas Exteriores APE (Outer Planets Alliance - OPA no original), uma rede de grupos militantes frouxamente alinhados, busca combater a exploração do Cinturão nas mãos dos "Internos", que, por sua vez, rotularam a APE de organização terrorista. A história é contada do ponto de vista do detetive cinturiano (belter), Joe Miller, e do terráqueo Jim Holden.

## Sinopse
A humanidade colonizou o sistema solar - as viagens interestelares ainda estão fora do nosso alcance, mas o sistema Sol  tornou-se uma rede solta de colônias. Mas há tensões - os planetas exteriores ricos em minerais se ressentem de sua dependência da Terra e de Marte e da influência política e militar que estes exercem sobre o Cinturão de Asteroides e além.
Agora, quando Jim Holden, oficial da Canterbury, uma espaçonave mineiradora e trasportadora de gelo, fazendo o trajeto dos anéis de Saturno às estações de mineração do Cinturão, depara-se com uma espaçonave a deriva, a Scopuli, passa a se encontrar na posse de um segredo que nunca desejou. Um segredo pelo qual alguém está disposto a matar e que ameaça lançar todo o sistema em guerra. Atacado por uma nave furtiva que se acredita pertencer à frota de Marte, Holden e sua equipe deve encontrar uma maneira de descobrir os motivos por trás do ataque, parar a guerra que se forma e encontrar a verdade por trás de uma vasta conspiração que ameaça toda a raça humana.
Paralelamente o detetive cinturiano (belter) Josephus Miller da Estação Ceres está procurando uma garota desaparecida, Julie Mao. Uma garota em um sistema de bilhões de individuos, mas seus pais têm influência e dinheiro. Quando a trilha o leva a Scopuli  e ao rebelde Holden e sua equipe, Miller percebe que essa garota (Julie Mao) pode ser a chave para todo o enigma que se apresenta.

## Enredo Resumido

### Prólogo
Juliette Andrômeda Mao, uma linda garota da lua (corpo magro e longo devido a baixa gravidade) de longos cabelos negros, filha mais velha de Jules-Pierre Mao, magnata da companhia Mao-Kwikowski Mercantil, está a bordo da espaçonave Scopuli quando esta é sequestrada, ela se esconde por 8 dias dentro de um armário, saindo apenas para descobrir que a tripulação desapareceu e que o reator da nave fora desligado e está coberto por uma substância biologicamente ativa semelhante à carne. Ao olhar mais de pero a biomassa acumulada um de seus companheiros da tripulação se destaca e pede ajuda.

### Holden
A espaçonave transportadora e mineradora de gelo Canterbury (apelidada de Cant pelos Cinturianos (Belters)) está a caminho dos Anéis de Saturno para a Estação Ceres quando intercepta o sinal de socorro provindo da Scopuli.
Cinco membros da tripulação da Canterbury são enviados em um módulo para investigar: o oficial executivo James "Jim" Holden, ex-oficial da Marinha da ONU (UNN); a engenheira-chefe Naomi Nagata, uma Cinturiana (Belter); o piloto Alex Kamal, veterano da marinha marciana (MCRN); o engenheiro Amos Burton; e o médico Shed Garvey.
Eles encontram a Scopuli abandonada e inoperante, com o sinal de socorro emanando através de um farol utilizando uma bateria da Marinha Marciana (Mars Congressional Republic Navy (MCRN)). Suspeitando que a Scopuli possa ser uma armadilha armada por piratas, eles pegam o farol e começam a retornar a Canterbury. Antes que eles possam fazê-lo, uma espaçonave de guerra furtiva desconhecida chega e, sem aviso, destrói a Cant utilizando armas nucleares.
Tendo o módulo danificado pelo campo de destroços, sem combustível ou suprimentos necessários para chegar a um porto, e com medo de que, se eles próprios emitirem um sinal de socorro, os atacantes possam retornar, Holden transmite uma mensagem para todo o sistema onde diz que com base na tecnologia altamente avançada da espaçonave furtiva de guerra e na descoberta de que o farol de socorro da Scopuli é de origem marciana, os sobreviventes suspeitam que a MCRN esteja por trás do ataque. Ao implicar Marte abertamente na destruição da Cant, Holden posta sua esperança de que a nave furtiva não os irá destruir pois seria visto como encobrimento do governo Marciano do ataque a Canterbury.
Em resposta a implicação de Holden de que o governo marciano teria destruído uma nave mineradora do Cinturão, o módulo é ordenado pela marinha marciana a se encontrar com o encouraçado MCRN Donnager, principal embarcação de Marte em Júpiter.
No caminho, Holden recebe uma mensagem de Fred Johnson, chefe da Estação Tycho, um posto avançado de engenharia e plataforma de construção, oferecendo seu apoio e ajuda caso a situação dos sobreviventes da Canterbury se complique. Fred Johnson é apelidado de “açougueiro da Estação Anderson” e é o líder da Aliança dos Planetas Exteriores APE (Outer Planets Alliance (OPA)). O apelido de Johnson se deve a um evento de quando o mesmo era um comandante altamente condecorado da ONU quando recebeu ordens para reprimir brutalmente uma revolta de Cinturianos (Belters). Cheio de culpa, ele renunciou à sua posição e tornou-se um defensor dos direitos dos Cinturianos (Belters).
Enquanto o módulo se dirige ao ponto de encontro com a marinha marciana, seis naves furtivas começam a segui-los.
Miller
Na Estação Ceres o detetive cinturiano (belter) Josephus "Joe" Miller (nascido em Ceres, o maior asteroide no Cinturão de Asteroides entre Marte e Júpiter), da Star Helix Security, empresa de segurança privada baseada na Terra responsável pelo policiamento da estação, é contratado para localizar Julie Mao para seus pais em Luna (a lua da Terra) e mandá-la de volta para casa contra sua vontade.
Quando a mensagem de Holden sobre a destruição da Canterbury nas mãos presumidas do MCRN chega a Ceres, surgem tumultos, o que leva Miller a descobrir que o equipamento antimotim da estação está faltando. Com as coisas ficando complicadas, o parceiro de Miller, Havelock, um terráqueo, se demite e consegue um novo emprego trabalhando para a Protogen Security.
Holden
A bordo da Donnager, Holden é interrogado e o capitão da nave nega qualquer conhecimento do envolvimento da MCRN ao ataque a Canterbury e, em vez disso, suspeita que um ou mais dos sobreviventes do módulo espacial possam ter bombardeado a Cant como um ato terrorista da APE com o intuito de colocar a Terra e o Cinturão contra Marte.
As naves desconhecidas que estavam perseguindo o módulo ignoram os avisos para mudar de rumo e são alvejadas pela Donnager. Para a surpresa da tripulação marciana, as naves revidam e revelam ser as mesmas naves furtivas que atacaram a Canterbury. Apesar do fato de que a Donnager é uma das naves de guerra mais avançadas e mortais do Sistema Solar, a Donnager não consegue resistir e é abordada. O médico sobrevivente da Canterbury, Shed Garvey é decapitado por um tiro durante a abordagem da Donnager pelas naves furtivas. Percebendo que os sobreviventes de Cant são os alvos do ataque, e como Holden e o restante da sua tripulação são os únicos que podem absolver a MCRN, o capitão da Donnager, Yao, ordena que o tenente Kelly os tire da nave; eles escapam na fragata leve Tachi pouco antes de Yao autodestruir a Donnager. Durante a fuga o tenente Kelly é ferido e morre. Ainda sem saber quem está tentando matá-los, e sem saber para onde ir após a fuga, Holden decide aceitar a oferta de Fred Johnson, seguindo então para a Estação Tycho. Na estação os sobreviventes da Cant, compartilham os acontecimentos com Fred Johnson.
Miller
Em Ceres, Miller notou um êxodo de criminosos da estação. Ao examinar os arquivos de Julie, encontra uma mensagem dos pais de Julie avisando-a de um ataque iminente, enviada duas semanas antes da destruição da Canterbury.
Anderson Dawes, líder da APE em Ceres, diz a Miller que Julie Mao se juntou à APE e desapareceu enquanto realizava uma importante missão para eles a bordo da Scopuli. Dawes então adverte Miller para não se intrometer em assuntos da APE e desistir de investigar o assunto.
Miller apresenta essa informação a sua chefe, a capitão Shaddid, ela também o instrui a desistir do caso. Miller, no entanto, encontra-se obcecado por Julie e continua investigando. Devido a sua persistência no caso a Capitã Shaddid, que está em conluio com a APE demite Miller, lhe dizendo que só lhe deu o caso devido a sua incompetência e que ela não achava que ele realmente o resolveria e que devido a sua natureza corrupta e nacionalidade cinturiana (belter) poderia ser facilmente cooptado a cooperar com a APE, que visa libertar o Cinturão dos Planetas Internos. A nova parceira de Miller, Octavia Muss, diz a ele que ele é a piada da estação, levando-o a uma profunda depressão. Mesmo assim, ele não desiste de encontrar Julie Mao.
Holden
Na Estação Tycho, Fred Johnson quer utilizar os sobreviventes, para que ele possa se tornar o mediador entre o conflito da Terra e Marte pelo controle do Cinturão, região de enorme importância estratégica e econômica. Depois de alguns dias de descanso, os sobreviventes concluem que estão entediados e que querem trabalhar. Holden recebe um trabalho de Fred para encontrar Lionel Polanski, um agente da APE, na Estação Eros. Para manterem-se escondidos Fred lhes dá um novo código de transponder para a Tachi, disfarçando-a como uma nave de transporte de gás e a tripulação a renomeia para Rocinante, mesmo sabendo que a MCRN não aceitaria perder a propriedade da nave. A Roci (como sua tripulação a apelida) parte então para o asteroide 433 Eros.
Miller
Miller percebe que a Scopuli era a mesma nave mencionada na transmissão de Holden, o que fazia de Holden o primeiro a investigar a nave de Julie, Miller começa a investigar como os eventos se relacionam. Antes de sua demissão, Miller obteve os registros de ancoragem de todos os portos do Cinturão, analisando as atracagens descobre que a transportadora de gás Rocinante com destino a Eros, se trata na verdade da antiga Tachi. Miller pare então para Eros a fim de encontrar com a Rocinante.
Eros
Em Eros, Holden e sua equipe vão para o hotel onde Polanski fez o check-in e são prontamente emboscados por assaltantes armados. Miller que os seguia os salva da emboscada e se junta ao grupo. No quarto de Polanski, eles encontram Julie Mao, morta, coberta por algum tipo de crescimento orgânico marrom de aparência infecciosa que se espalha rapidamente como gavinhas pretas. Olhando o telefone de Julie, Miller encontra registros detalhando a progressão de sua doença e observa que a radiação parece acelerar o seu crescimento, junto dos detalhes médicos encontra também as coordenadas de um asteroide onde uma das naves que atacaram a Canterbury e a Scopuli está ancorada.
Enquanto retornam as docas um alerta de radiação é declarado e a segurança da estação começa a reunir as pessoas em abrigos antirradiação. Miller reconhece alguns dos oficiais de segurança como criminosos de Ceres, que estão usando o equipamento antimotim Star Helix desaparecido e sabe que algo está acontecendo. Holden diz a sua tripulação para voltar para a Rocinante enquanto ele e Miller investigam. Eles descobrem que as pessoas nos abrigos foram doseadas com uma substância desconhecida e expostas a níveis extremamente altos de radiação. No caminho para as docas, eles percebem que as pessoas nos abrigos foram infectadas com o mesmo organismo de Julie e a radiação foi usada para alimentar seu rápido crescimento. Tumultos eclodem entre a multidão e a segurança, e Miller e Holden começam a sangrar por todos os orifícios devido à doença da radiação, enquanto as pessoas irradiadas que foram infectadas com o mesmo vírus que Julie começam a sair dos tubos do metrô. Enquanto escapam para a Rocinante eles veem os infectados atacando as forças de segurança e espalhando a infecção para quem conseguiu evitar as câmaras de radiação.
Rocinante
Felizmente as instalações médicas avançadas da nave marciana eliminam o câncer de seus corpos, embora sejam solicitados a tomar medicamentos anticancerígenos pelo resto de suas vidas. Enquanto Naomi cuida de Holden ele confessa seu amor por ela; ela atira nele porque na Cant ele se apaixonou por metade das garotas, e agora ele só a quer porque ela é a única garota por perto.
Fred contata Holden e diz a ele que a análise de um chip de dados pertencente ao tenente Kelly, um dos fuzileiros navais mortos da Donnager, revela que as assinaturas EM das naves que destruíram a Donnager foram feitas na Terra nos estaleiros de Bush em Luna (a lua da terra).
Holden transmite esta informação publicamente, na esperança de aliviar as tensões criadas por sua implicação anterior da MCRN. A ONU, temendo ser responsabilizada pelo ataque a Donnager, lança um ataque preventivo contra Marte destruindo Deimos (uma das luas de Marte), local de uma instalação militar marciana, o que resulta em um impasse entre os dois lados. Marte em resposta traz de volta toda a sua frota do Cinturão e forma um bloqueio contra a Terra.
Anubis
Miller e a tripulação da Rocinante seguem as coordenadas encontradas no telefone de Julie e encontram uma das naves furtivas, chamada Anubis, abandonada.
Ao adentrarem na nave descobrem que o reator está desligado e coberto com o mesmo crescimento orgânico que estava no corpo de Julie Mao, feito da carne e partes de corpos das tripulações das naves furtivas e da Scopuli.
Eles encontram um vídeo da Protogen Corporation explicando que o organismo é um mecanismo de replicação biológica, cientificamente apelidado de "protomolécula”. A protomolécula foi criada por alienígenas extra-solares e colocada em Febe (uma das luas de Saturno), que foi então lançada para o Sistema Solar há 2,3 bilhões de anos, com a intenção de alcançar a Terra e sequestrar sua biosfera inicial para criar algo, mas foi capturada pela gravidade de Saturno em vez disso, poupando a Terra.
O conflito entre Terra e Marte foi uma distração criada pela Protogen, para que esta realizasse disfarçadamente seus experimentos humanos, lançando a protomolécula em Eros na tentativa de descobrir o que ela estava programada a fazer. Ao atacar sob uma bandeira falsa a Canterbury, iniciaram uma guerra que distraiu o sistema solar do que estava acontecendo em Eros. E quando descoberto o experimento, passaria desapercebido como um crime de guerra em que um lado culparia o outro pelo genocídio.
Estação Tycho
A tripulação da Rocinante bombardeia a Anubis e retorna à Estação Tycho, onde descobrem que os dados estão sendo transmitidos de Eros para uma instalação secreta da Protogen.
Miller contata seu antigo parceiro Havelock na segurança da Protogen; Havelock diz que há uma base secreta chamada Thoth e envia as coordenadas para Miller. Holden diz a Miller que ele é oficialmente um membro da tripulação da Rocinante. Miller está extremamente feliz por finalmente pertencer a algum lugar novamente e chora.
A Rocinante ataca a estação Thoth, eliminando, os dois navios furtivos ancorados lá, Miller, Fred e um grupo de embarque composto pelos soldados da APE invadem a estação. Eles encontram apenas uma resistência leve; a segurança só tem equipamento anti-motim com balas de plástico. No centro de comando, eles encontram o chefe de pesquisa biológica da Protogen, Antony Dresden, que é muito indiferente sobre a coisa toda. Ele explica que todos os cientistas da estação foram "modificados para remover restrições éticas", para que pudessem realizar suas pesquisas sem emoção, sem empatia pelas vítimas de Eros. Ele enfatiza a importância de entender a Protomolécula, não apenas por seu valor científico inato, mas para proteger contra a clara ameaça apresentada pelos alienígenas que a criaram, fazendo de Eros um teste para ver o que a protomolécula faria quando introduzida em cobaias humanas. Dresden explica o quão importante é essa pesquisa, já que há uma clara ameaça alienígena tentando acabar com a humanidade. Percebendo que a lógica de Dresden provavelmente será aceita pelos poderes que estão na Terra e em Marte, e sua horrível pesquisa pode continuar, antes que ele possa convencer Holden e os outros, Miller atira na cabeça de Dresden sem aviso, irritando Holden. "Ele ia se safar", explica Miller mais tarde, "Ele estava nos convencendo a fazer isso. Tudo isso sobre pegar as estrelas e nos proteger do que quer que tenha atirado aquela coisa na Terra? Eu estava começando a pensar que talvez ele devesse se safar. Talvez as coisas fossem grandes demais para o certo e o errado." Holden fica furioso e expulsa Miller de sua equipe.
Ninguém vai contratar Miller em lugar nenhum, então ele implora a Fred por um emprego. De volta a Tycho, Miller e Fred bolam um plano para destruir Eros para evitar que qualquer outra pessoa tente obter uma amostra da protomolécula. Eles pretendem comandar o projeto principal de construção da Estação Tycho, a gigantesca nave Nauvoo, encomendada pelos mórmon para viajar além do sistema solar através de gerações em busca da terra prometida, e colidir com Eros na velocidade e ângulo corretos para impulsioná-la em direção ao Sol.
Nauvoo
Fred envia Miller e uma equipe composto por cinco navios cheios de bombas de fusão para explodir os portos de ancoragem de Eros, para que ninguém possa entrar e coletar a protomolécula antes que ela seja destruída.
Enquanto isso a Rocinante impede uma nave de ciência da ONU, acompanhado por uma nave militar da classe corveta, de atracar em Eros. Depois que os navios-bomba estão ancorados, Miller decide permanecer na estação, para que ele possa morrer quando as bombas explodirem.
Fred lança a Nauvoo em direção a estação, mas pouco antes de a Nauvoo atingir a estação, a trajetória de Eros é inexplicavelmente alterada, fazendo com que a estação desvie da nave. A prótomolecula tem um método avançado de voo espacial que pode negar a força g e a inércia. Iniciando uma aceleração em direção à Terra, a maior fonte de biomassa no Sistema Solar, a uma velocidade que nenhuma nave feita pelo homem pode igualar.
Holden entra em contato com Miller para obter os códigos de detonação das bombas de fusão, apenas para descobrir que ele ainda está no asteróide.
Miller leva uma das bombas para a estação para tentar destruir suas capacidades de manobra. No entanto, ouvindo as vozes no sistema de comunicação, ele percebe que Eros está sendo guiado por Julie Mao, que acredita estar pilotando sua nave de corrida. Ele descobre que seu corpo infectado é o hospedeiro em uma relação parasitária com a protomolécula.
A Terra lança todas as suas armas nucleares, visando os transponders das naves ancoradas, porque não pode obter um alvo de outra maneira.
Miller diz a Holden para lhe dar algum tempo, então Fred desvia as armas nucleares para fora do curso, para que elas demorem mais para chegar lá. Miller encontra Julie, a acorda e a convence a tirar o controle da protomolécula e direcionar Eros para longe da Terra. Julie consegue desviar com sucesso a trajetória do asteroide e colidi com Vênus.
A estação colide com a superfície de Vênus, onde a protomolécula começa a montar uma estrutura nova e desconhecida.

### Epilogo
Holden afirma que existem torres de cristal de dois quilômetros de altura crescendo na superfície de Vênus, dando a entender que a protomolécula sobreviveu.

## Sequências
Veja também: A Expansão (série literária)
Leviatã Desperta foi seguido pelo romance "Caliban's War" em 2012 (sem publicação no Brasil) e Abaddon's Gate em 2013 (sem publicação no Brasil). Foi anunciado em 2012 que a Orbit Books havia encomendado mais três livros da série Expanse, além de cinco novelas ambientadas no mesmo universo. A primeira dessas sequências foi anunciada em setembro de 2013 como Cibola Burn e foi lançada em 17 de junho de 2014, em capa dura, Kindle e Audible nos EUA. 
Adições posteriores à série incluem Nemesis Games, Babylon's Ashes, Persepolis Rising, Tiamat's Wrath e, finalmente, Leviathan Falls.

### Romances
| Número | Título                  | Páginas | Áudio   | Data da Publicação Original | ISBN              |
| ------ | ----------------------- | ------- | ------- | --------------------------- | ----------------- |
| 1      | Leviatã Desperta        | 592     | 20h 56m | 15/06/2011                  | 978-0-316-12908-4 |
| 2      | A Guerra de Caliban     | 595     | 21h     | 25/06/2012                  | 978-0-316-12906-0 |
| 3      | Os Portões de Abadom    | 539     | 19h 42m | 04/06/2013                  | 978-0-316-12907-7 |
| 4      | O Incêndio de Cibola    | 583     | 20h 7m  | 17/06/2014                  | 978-0-316-21762-0 |
| 5      | Ardil de Nemesis        | 544     | 16h 44m | 02/06/2015                  | 978-0-316-21758-3 |
| 6      | Cinzas da Babilônia     | 608     | 19h 58m | 06/12/2016                  | 978-0-316-33474-7 |
| 7      | Desenredo de Persépolis | 560     | 20h 34m | 05/12/2017                  | 978-0-316-33283-5 |
| 8      | Ira de Tiamate          | 544     | 19h 8m  | 26/03/2019                  | 978-0-316-33286-6 |
| 9      | Leviatã Adormece        | 528     | 19h 40m | 30/11/2021                  | 978-0-316-33291-0 |

## Contos
"Drive"
"Drive" se passa antes de Leviatã Desperta. Lançado em 27 de novembro de 2012, tem apenas sete páginas. Foi originalmente publicado como parte da antologia de ficção científica "Edge of Infinity" editada por Jonathan Strahan. Foi disponibilizado para leitura gratuita no site Syfy.
No conto, Solomon Epstein, o inventor do motor de de fusão modificada nomeado de "The Epstein Drive", permite que as naves espaciais viajem muito mais por um período de tempo mais longo, testa sua criação, percebendo que ele está indo tão rápido que não pode parar, e terá que esperar o combustível acabar para que ele possa entrar em contato com outra nave e pedir que eles o salvem, embora ele observe que eles terão que ter o dobro  de tempo e combustivel que sua nave para conseguir resgata-lo. 
"The Churn"
"The Churn" se passa antes de Leviatã Desperta. Foi publicado em 29 de abril de 2014 e consistia em 75 páginas, tornando-se o mais longo dos contos publicadas por James S. A. Corey, empatado com "Gods of Risk".
Antes de sua viagem às estrelas, antes da Rocinante, Timmy estava em uma Baltimore onde o crime ou te pagava ou te matava. A não ser que as autoridades cheguem a você primeiro.
Em uma Terra futura assolada pela superpopulação, poluição e pobreza, as pessoas fazem o que precisam para sobreviver. The Churn segue um chefe do crime chamado Burton enquanto sua organização é ameaçada por uma nova força de segurança privada encarregada de limpar a cidade. Quando a polícia começa a reprimir, Burton e seus soldados de infantaria - o leal tenente Erich, a ex-prostituta Lydia e o jovem executor Timmy - ficam cada vez mais desesperados para encontrar uma saída.
"The Butcher of Anderson Station"
O Açogueiro da Estação Anderson, se passa antes de Leviatã Desperta. Foi publicado em 17 de outubro de 2011 e consistia em 40 páginas.
Um dia, o coronel Fred Johnson será saudado como um herói para o sistema. Um dia, ele conhecerá um homem desesperado na posse de uma nave espacial roubada e um segredo mortal e estenderá a mão da amizade. Mas muito antes de se tornar o líder da Aliança de Planetas Exteriores APE (Outer Planets Alliance - OPA), Fred Johnson tinha um nome muito diferente. O Açougueiro da Estação Anderson..
"The Last Flight of the Cassandra"
"The Last Flight of the Cassandra" ocorre durante os eventos de Leviatã Desperta e foi lançado em 14 de maio de 2019. Com apenas cinco páginas, The Last Flight of the Cassandra é a história mais curta até agora. Também foi incluído no livro de regras The Expanse Role-Playing Game publicado pela Green Ronin Publishing.
Após a destruição da Canterbury, Darius e sua tripulação da nave Cassandra percebem que o custo da prospecção superará sua capacidade de acompanhar as demandas da vida a bordo e precisam tomar uma decisão difícil sobre seu futuro. Durante a prospecção nos asteróides Aten, a tripulação se depara com um mistério no Xi-Mallow 434 que força uma decisão difícil.
"The Vital Abyss"
"The Vital Abyss" abrange um período de tempo desde antes de Leviatã Desperta até o quarto romance da série, Cibola Burn. Publicado em 15 de outubro de 2015, é a segunda novela mais longa de James S. A. Corey com 74 páginas.
The Vital Abyss é a história secreta dos eventos cataclísmicos que ocorreram na estação Eros e a revelação do que veio depois.

## Personagens

### Personagens com ponto de vista
- Julie (prólogo)
- Holden (28 capitulos)
- Miller (27 capitulos)
- Fred (epilogo)[2]

### Exegese
- Julie Mao (Juliette Andromeda Mao), natural de Luna, filha de Jules-Pierre Mao, líder das empresas Mao-Kwikowski listadas entre as 50 maiores interplanetárias. Julie fugiu de sua família e embarcou no cargueiro interplanetário Scopuli .
- O nascido na Terra James (Jim) Holden, segundo em comando do transportador de gelo Canterbury da Pure'n Kleen Water Company , abastecendo o cinturão de asteróides com gelo dos anéis de Saturno.
- Josephus Miller, Cinturiano da estação de Cérès, é inspetor da empresa de segurança Hélice Étoile; esta empresa interplanetária privada de origem terrestre é responsável pela segurança em Ceres.
- Dmitri Havelock, de descendência terráquea, é companheiro de equipe de Miller; em Ceres, ele sofre da xenofobia dos cinturianos.
- Capitão Shaddid, é o líder da Hélice Étoile em Ceres.
- Naomi Nagata, engenheira cinturiana da Canterbury.
- Alex Kamal, ex-oficial da Frota da República Marciana, piloto da Canterbury.
- Amos Burton, engenheiro da Canterbury.
- Theresa Yao é a comandante da Frota Donnager da República Marciana.
- Anderson Dawes, oficial de ligação da Aliança de Planetas Exteriores (APE) em Ceres.
- Fred Johnson, ex-coronel da coalizão Terra-Marte, responsável pelo massacre de uma estação do cinturão, depois de ter mudado de lado, intervém em nome da APE.[2]

## Traduções pelo mundo
- Italiano: Leviathan il Risveglio (2012)[20]
- Alemão: Leviathan Erwacht (2012)[21]
- Bulgaro: Левиатан се пробужда (2012)
- Sérvio: Buđenje nemani (2012)
- Russo: Пробуждение Левиафана (2013)
- Polonês: Przebudzenie Lewiatana (2013)
- Turco: Leviathan Uyanıyor (2013)
- Hungaro: Leviatán ébredése (2013)
- Tcheco: Leviatan se probouzí (2013)
- Japonês: 巨獣めざめる (2013)
- Francês: L'Éveil du Léviathan (2014)
- Holandês: Leviathan ontwaakt (2014)
- Chinês Simplificado: 利维坦觉醒 (2015)
- Coreano: 깨어난 괴물 (2016)
- Espanhol: El despertar del Leviatán (2016)
- Croata: Buđenje Levijatana (2016)
- Romeno: Trezirea Leviatanului (2016)
- Português-br: Leviatã Desperta (2017)
- Persa: بیداری لویاتانI (2017)
- Ucraniano: прокинеться Левіафан (2021)
- Grego: Ο Λεβιάθαν Ξυπνά (2021)

Uma mudança notável entre as traduções é a substituição de nomes, principalmente para a nave de corrida de Mao conhecido como Razorback
| Idioma   | Termo          |
| -------- | -------------- |
| Inglês   | Razorback      |
| Hungaro  | Megatron       |
| Espanhol | Jabali         |
| Polonês  | Finwal         |
| Portugês | Porco Selvagem |